# Нагурское
Нагу́рское — место расположения базы пограничной службы ФСБ России «Нагурская» и военной базы Арктический трилистник, самый северный аэродром России. Расположен в северной оконечности острова Земля Александры архипелага Земля Франца-Иосифа. Назван в честь российского полярного летчика Я. И. Нагурского.
В 1980-х годах посёлок объединял полярную станцию «Нагурская» под руководством известного полярника Е. И. Земелькина и несколько военных и научных городков (пограничная застава, комендатура, часть ПВО СССР (в/ч 03184) и др.). В 1990-е годы большинство объектов было закрыто. Полярная станция была заменена на автоматический метеорологический комплекс.
В 2008 году инфраструктура пограничной базы была обновлена, в составе нового городка для пограничников были построены административно-жилой корпус площадью 5000 м², гараж, энергоблок, склад ГСМ, сооружения водопровода и канализационной системы.
Аэродром «Нагурское» вошёл в число 13 аэродромов, которые будут восстановлены для использования в связи с созданием 1 декабря 2014 года Объединённого стратегического командования «Север».

## Расположение
Нагурское расположено на крайнем северо-востоке острова Земля Александры архипелага Земля Франца-Иосифа, в 1000 километрах к северу от ближайшего материка. Административно Нагурское относится к Архангельской области.

## Климат
Климат в районе Нагурского суровый арктический, устойчивого перехода температуры воздуха через 0 градусов нет. По многолетним данным, средняя годовая температура воздуха равна -11,8 °C. Самым тёплым месяцем является июль со среднемесячной температурой +0,9 °C, самым холодным — март с температурой -23,3 °C. Абсолютный максимум температуры +13,0 °C, минимум -54,0 °C. Средняя годовая относительная влажность воздуха составляет 88%. В течение года на станции выпадает 295 мм осадков. Преобладают ветра южного направления. Средняя многолетняя скорость ветра составляет 5,6 м/сек. Устойчивый снежный покров образуется 13 сентября, окончательное его таяние происходит 13 июля. Лето короткое, холодное и сырое.
Нагурское расположено за полярным кругом, полярный день длится с 11 апреля по 31 августа.
| Показатель              | Янв.  | Фев.  | Март  | Апр.  | Май  | Июнь | Июль | Авг. | Сен. | Окт. | Нояб. | Дек.  | Год   |
| ----------------------- | ----- | ----- | ----- | ----- | ---- | ---- | ---- | ---- | ---- | ---- | ----- | ----- | ----- |
| Средняя температура, °C | −19,1 | −20,2 | −20,4 | −15,6 | −7,9 | −0,8 | 0,9  | 1,4  | −1,2 | −6,5 | −14,8 | −17,5 | −10,1 |
| Источник:               |       |       |       |       |      |      |      |      |      |      |       |       |       |

## История

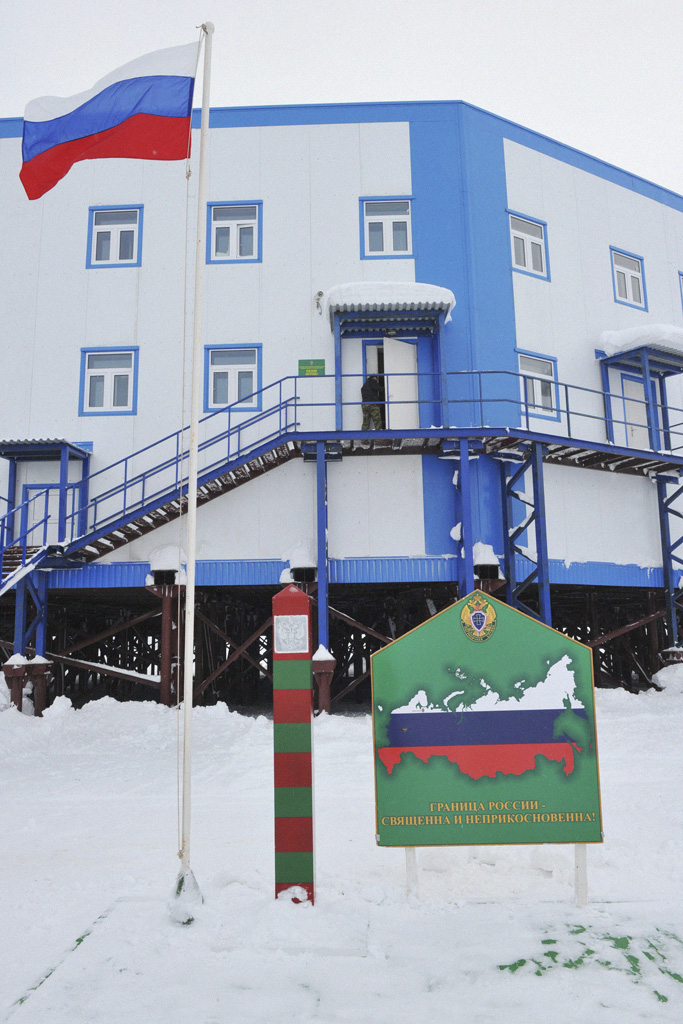
Погранзастава «Нагурская»

Полярная станция Нагурская получила своё название от одноимённой авиабазы, место для которой выбрал в 1947 году начальник полярной авиации Герой Советского Союза И. П. Мазурук Первым начальником авиабазы стал лётчик Курочкин.

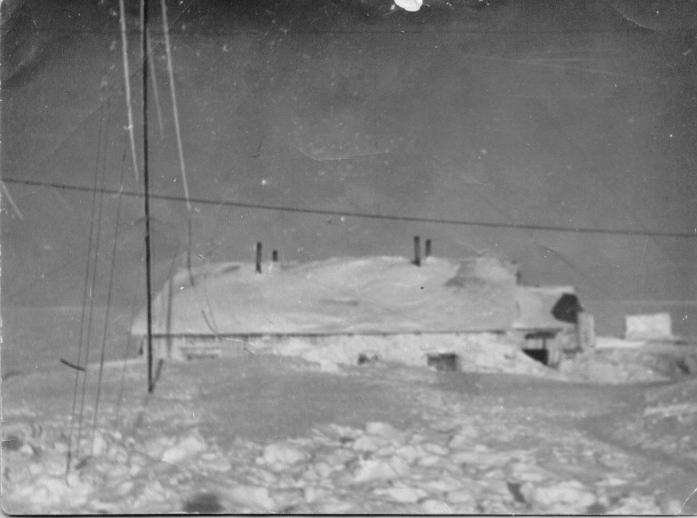
Изба советских полярников. Нагурское, Земля Александры, СССР. 1954 г.

Во время Великой Отечественной войны в 100 км от будущей авиабазы в западной части острова Земля Александры действовала немецкая метеостанция, названная «Кладоискатель», а также база отстоя и дозаправки подводных лодок. Метеостанция была открыта в рамках проекта под кодовым названием «Вундерланд» («Страна чудес») в 1943 году и проработала вплоть до июля 1944 года. Радиометеостанция размещалась в капитальных домах-блиндажах с двойными стенами, плексигласовыми окнами, с замаскированными под снег белыми крышами.
Илья Павлович Мазурук вспоминал о том, как обнаружил немецкую метеостанцию, а после войны выбрал это место для арктической авиабазы:

Прибегает однажды радист: «В бухте Тихой на ЗФИ запеленгована неизвестная радиостанция». Что за чёрт, откуда?! Я год там жил, когда дежурил в период папанинского дрейфа, всё облазил, не должно там быть никого. Подготовили мне самолёт СБ, полетел. Побродил над островами. Гляжу, в одной из бухт Земли Александры фашисты хозяйничают. Палатки стоят, временные домики, радиостанция развёрнута, а на воде — подводная лодка болтается. Базу, видишь ли, соорудили. Засекли они мой СБ и ударили из всех огневых средств. В мотор попали, управление заклинило. Пришлось уходить в сторону. Дотянул я до одной знакомой косы, сел, не выпуская шасси. Радиостанция цела, передал, что со мной случилось. А вскоре Сырокваша за мной на гидросамолёте прилетел. Вот об этом подбитом СБ и стих Валерия Кравца.
Наши быстро до той базы добрались, расстреляли. Фашисты ушли. Хотя, судя по всему, собирались окопаться на Земле Александры надолго. Когда мы туда прилетели, добра немало обнаружили. На льду стояли прикрытые брезентом и железной сеткой от медведей ящики с оружием, боеприпасами, продуктами, в домике — запасы тёплой одежды, автоматы...
После войны, когда я уже был начальником Полярной авиации, надо было нам Арктику обживать всерьёз и надолго. Строились новые аэропорты, взлётные полосы. Рабочая необходимость заставила вспомнить ту косу, на которой я свой СБ оставил. Прикинули — можно свою авиабазу здесь создать. Первым её начальником стал молодой лётчик Курочкин. Мебель я туда на самолёте возил. А базу по моему предложению назвали Нагурской. В честь офицера российской службы Яна Нагурского. Это был удивительный человек. Лётчик с большой буквы. Он нас всех в Арктику позвал. Чухновского, Водопьянова, Алексеева, Молокова, меня, всех...
— Кравченко Е. Д., Карпий В. М. С Антарктидой — только на «Вы»: Записки летчика Полярной авиации.

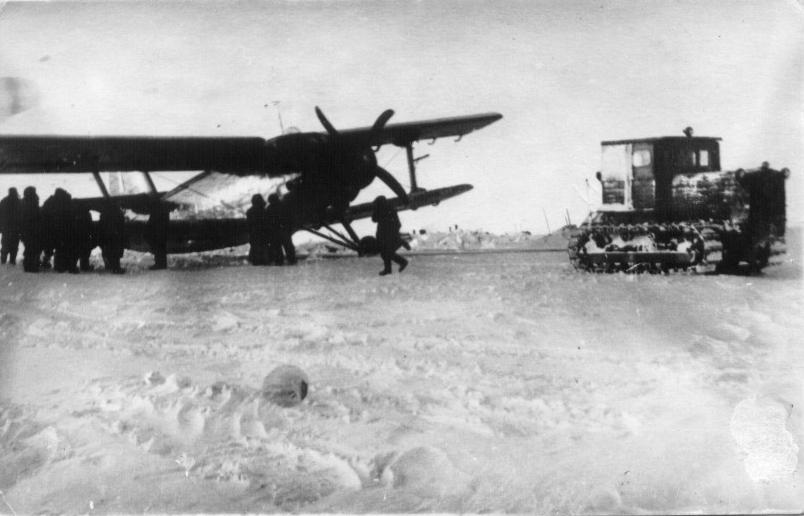
Трактор тащит самолёт на аэродроме Нагурское, Земля Александры, СССР. 1954 г.

В 1951 году во время облёта Земли Александры группа советских полярных лётчиков с участием штурмана Аккуратова обнаружила у берега на фоне каменистой оттаявшей тундры белое яркое пятно прямоугольной формы, которое оказалось крышей землянки, покрашенной белой краской. Как стало известно из документов, обнаруженных в землянке, на остров была высажена метеорологическая группа из 10 человек под руководством лейтенанта А. Макуса и научного руководителя В. Дресса. Экспедиция начала свою работу 15 октября 1943 года. В штате группы имелся и профессиональный охотник — Вернер Бланкенбург, который подстрелил крупного белого медведя. Весь персонал станции, отравившись медвежьим мясом, заболел трихинеллёзом и был эвакуирован на самолёте Фокке-Вульф FW 200.
В 1981 году была введена в строй пограничная застава «Нагурская».
19 апреля 1991 года была закрыта метеостанция на Земле Александры, морская гидрометеорологическая станция была закрыта в 1997 году.
12 октября 2004 года на Земле Александры установили памятную доску «в знак того, что здесь, на „Нагурской“, Земля Франца-Иосифа, будет создана первая российская база, с которой начинается освоение Арктики в XXI веке». В 2006 году из Архангельска на остров Александры транспортными кораблями было доставлено 200 тонн стройматериалов и 24 единицы техники. К 2008 году был открыт новый административно-жилой комплекс в Нагурском.
12 сентября 2008 года в Нагурском прошло выездное заседание Совета безопасности РФ. Оно было посвящено «вопросам наращивания присутствия России в Арктике».
В апреле 2013 года на Нагурском был установлен автоматический метеорологический комплекс.
Аэродром «Нагурское» вошёл в число 13 аэродромов, которые будут восстановлены для использования в связи с созданием 1 декабря 2014 года Объединённого стратегического командования «Север». В будущем здесь будут базироваться радиотехнические подразделения сил ПВО и ВВС.
В 2014 году с четырёх островов архипелага Земля Франца-Иосифа планировалось вывезти около 8 тысяч тонн мусора — в частности, ветхие здания и постройки, которые давно непригодны для жилья, брошенную технику, металлолом, бытовые и промышленные отходы и пр.

## Аэродром

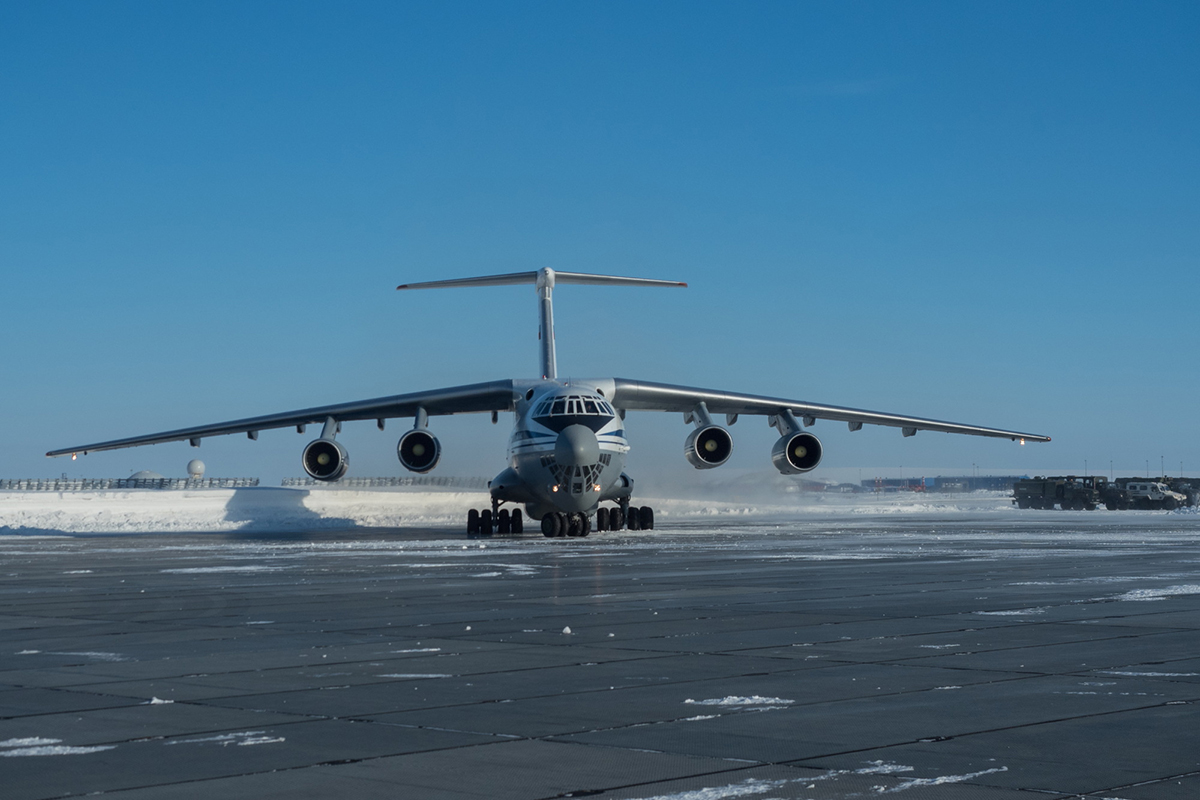
Ил-76 на аэродроме Нагурское

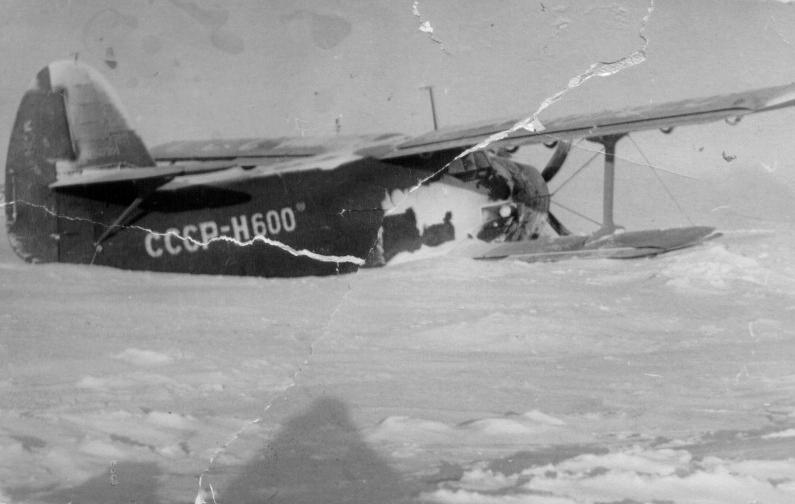
Самолёт Ан-2Т полярной авиации. Аэродром Нагурское, Земля Александры, СССР. 1954 г.

Полёты на «Нагурское» считались одними из самых тяжёлых в полярной авиации.

Взлётно-посадочная полоса начиналась на берегу и шла по узкой каменной гряде, очень напоминающей ствол дерева, за что и получила у лётчиков прозвище «бревно».
Но и «бревно» это было не простое, а с изгибом — прямо посередине. Летом, когда почва чуть оттаивала, по обеим сторонам ВПП самолет подстерегал песок-зыбун, в который, если попадаешь, не выберешься. Зимой снег по обе стороны «бревна» укатывали, но полностью выровнять склоны не удавалось. Так что при посадке и на взлёте переднее колесо шасси приходилось вести по этой кривой кромке «бревна» с ювелирной точностью, не то летом в зыбун съедешь, а зимой под уклон снесёт. Как памятники таким ошибкам там уже лежали битые самолёты.
Коварство Нагурской крылось и в том, что взлетать и садиться на ней можно было только со стороны моря. Другой конец коротенькой ВПП почти упирался в высокие ледники, с пиков и вершин которых, не стихая, срывался сильный резкий ветер. В общем, в хорошую погоду, очень осторожно, при абсолютно безупречной работе экипажа летать в Нагурскую было можно. Но если погода чуть начинала хмуриться...
— Кравченко Е. Д., Карпий В. М. С Антарктидой — только на «Вы»: Записки лётчика Полярной авиации.
Полёты на «Нагурское» совершались на Ил-14 (до 1991 года), Ил-18, Ан-26, Ан-72, Ил-76.
До модернизации взлётная полоса «раскисала» в течение летних месяцев, поэтому аэродром работал только зимой, которая здесь длится около 10 месяцев.

## Факты

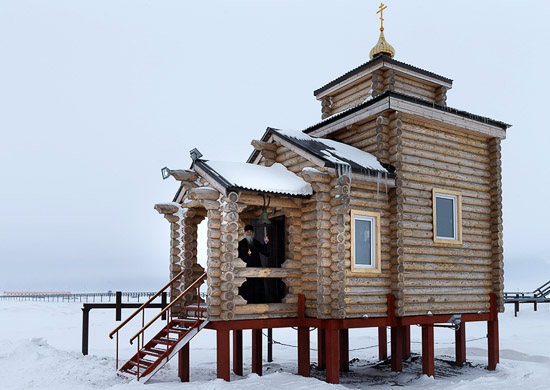

- На территории Нагурского находится самый северный православный храм в мире — Никольский храм на Земле Франца-Иосифа. Храм был построен в 2008 году. Также в 2008 году на территории Нагурского был установлен памятник святому Николаю Чудотворцу.[10]
- На территории Нагурского также находится круглогодичная стационарная полевая база национального парка Русская Арктика.

## События
- 5 мая 1988 года на аэродроме Нагурское произошла резкая смена ветра при посадке, в результате которой разбился Ан-26. Жертв не было.[14]
- 23 декабря 1996 года на аэродроме Нагурское разбился при посадке самолёт Ан-72, борт ФПС РФ.